# Max Holloway
Jerome Max Keli'i Holloway (Honolulu, Hawái; 4 de diciembre  de 1991), más conocido como Max Holloway, es un artista marcial mixto estadounidense que compite en la división de peso ligero de Ultimate Fighting Championship (UFC), habiendo sido previamente campeón del Campeonato Mundial de Peso Pluma de UFC. Es conocido por su estilo agresivo de striking, su resistencia en el octágono y su capacidad para mantener un alto volumen de golpes en cada combate. Actualmente, Holloway ocupa la posición #4 en el ranking de peso ligero y #11 en el ranking libra por libra de la UFC.
Apodado Blessed, Holloway ha sido uno de los peleadores más consistentes y exitosos de la división de peso pluma. Su récord profesional incluye 34 combates, con 26 victorias y 8 derrotas, destacándose por sus doce victorias por nocaut.En el aspecto técnico, mantiene un promedio de 7.16 golpes significativos conectados por minuto y tiene una precisión de golpeo del 48%. Además, cuenta con una destacada defensa, con un 59% de efectividad en la defensa de golpes.

## Infancia, primeros años y educación
Max Holloway, cuyo nombre completo es Jerome Max Keli'i Holloway, nació el 4 de diciembre de 1991 en Honolulu, Hawái, hijo de Mark Holloway y Missy Kapoi. Creció en Waianae, una localidad de la costa oeste de Oahu conocida por su arraigada cultura de peleas callejeras, que influyó en su interés temprano por los deportes de combate.De ascendencia hawaiana y samoana, tuvo una infancia marcada por dificultades familiares: su padre, acusado de violencia contra su madre, abandonó a la familia cuando Max tenía 11 años. Aunque ambos padres enfrentaron problemas de adicción a las drogas, su madre logró superar esta etapa con el apoyo de su familia y criarlo en un entorno más estable.
A los 15 años, mientras cursaba su segundo año de secundaria en 2007, Holloway comenzó a entrenar kickboxing, una disciplina que marcó el inicio de su carrera deportiva. Apenas tres días después de su primera sesión, obtuvo una victoria en su debut amateur. Este éxito inicial reflejó su talento natural y su rápida adaptación a los deportes de combate, influenciados por el entorno competitivo de Waianae. Asistió a la escuela secundaria Waianae High School, donde se graduó en 2010 con un récord amateur de 4 victorias y ninguna derrota.

## Carrera de artes marciales mixtas

### Inicios como profesional
Holloway dio su primer paso como profesional el 11 de septiembre de 2010 en el evento X-1 - Heroes, celebrado en Honolulu, Hawái, donde enfrentó a Duke Saragosa. En un combate de tres asaltos que tuvo lugar en esta promoción local de artes marciales mixtas, demostró un potencial temprano al imponerse por decisión unánime tras 15 minutos de pelea.. Dos meses después, el 6 de noviembre de 2010, regresó al octágono en X-1 - Island Pride, también en Honolulu, y derrotó a Bryson Kamaka por nocaut (KO) con golpes a los 3:09 del primer asalto, marcando su primera finalización profesional. Estas victorias iniciales resaltaron su habilidad para integrar un striking preciso con una agresividad controlada, características que sentaron las bases de su estilo distintivo.
El combate más significativo de esta etapa temprana ocurrió el 12 de marzo de 2011 en X-1 World Events 40: Champions 3, realizado en el Blaisdell Arena de Honolulu. Se enfrentó a Harris Sarmiento, un veterano con un récord de 31 victorias y 21 derrotas. En una pelea que se extendió por cinco asaltos, Holloway sobresalió por su estilo ofensivo y su resistencia, cualidades que definieron su enfoque en el octágono. Ganó por decisión dividida y obtuvo el título de peso ligero de X-1, elevando su récord profesional a 3-0. Este triunfo consolidó su reputación en la comunidad local de MMA y atrajo la atención de promotores más grandes.
En diciembre de 2011, fue reconocido como uno de los principales talentos emergentes, ocupando el séptimo lugar en el informe World MMA Featherweight Scouting Report. Este reconocimiento resaltó su estilo dinámico, caracterizado por codos precisos, rodillazos voladores y un ritmo constante que mantenía la presión sobre sus oponentes.Sin embargo, había mostrado ciertas debilidades en su defensa contra derribos y en el combate en el suelo, aspectos que lo llevaron a buscar mejoras específicas en su preparación.
Consciente de estas carencias, Holloway intensificó su entrenamiento para fortalecer su defensa contra derribos y sus habilidades de grappling (lucha en el suelo) . En 2011, entrenó con Jeremy Stephens, quien se preparaba para un combate contra Anthony Pettis. Esta experiencia no solo le permitió perfeccionar sus habilidades en la lucha y el suelo, sino que también lo ayudó a establecer conexiones clave en el mundo de las artes marciales mixtas. Gracias a esta colaboración, captó la atención del equipo de gestión de Stephens, lo que facilitó su ingreso a la Ultimate Fighting Championship (UFC) en 2012.

### Ultimate Fighting Championship

#### Primeras etapas en UFC
Holloway debutó en UFC el 4 de febrero de 2012, en UFC 143 contra Dustin Poirier en el Mandalay Bay Events Center, Las Vegas. Reemplazó a Ricardo Lamas, quien a su vez sustituía a Erik Koch, en una pelea preliminar de peso pluma. Con un récord de 4-0, conectó 11 de 32 golpes significativos (34% de precisión), pero Poirier, más experimentado, dominó en el suelo, asegurando una sumisión con un mounted triangle armbar a los 3:24 del primer asalto. 
El 10 de mayo de 2012, UFC confirmó que Holloway enfrentaría a Pat Schilling en The Ultimate Fighter: Live Finale, disputado el 1 de junio en Las Vegas. Medios especializados como ESPN destacaron la diferencia de estilos entre ambos luchadores, señalando que Holloway podría sacar ventaja gracias a su técnica en el golpeo frente al perfil grappler de su oponente. En el combate, Holloway conectó 118 de 267 golpes significativos (44 %), mientras que Schilling alcanzó solo 27 de 108 (25 %), lo que permitió a Holloway imponerse por decisión unánime Tras la pelea, Holloway declaró que su objetivo era demostrar que merecía un lugar en la UFC y que continuaría perfeccionando su estilo. El combate fue reconocido con el bono a la Pelea de la Noche, distinción otorgada por su intensidad.
Posteriormente, el 20 de julio de 2012, se confirmó su participación en el evento UFC 150, celebrado el 11 de agosto en Denver, donde se enfrentó a Justin Lawrence.Las previas de MMA Fighting destacaron el choque de estilos, con Holloway favorecido por su alcance y volumen de golpes. En el segundo asalto, Holloway conectó un rodillazo al cuerpo seguido de golpes, logrando una victoria por nocaut técnico (TKO) a los 4:49. La actuación fue bien valorada por analistas especializados, que empezaban a considerarlo un luchador con gran potencial en la división pluma.
El 12 de diciembre de 2012, UFC confirmó que Holloway reemplazaría a Cody McKenzie para enfrentar a Leonard Garcia en UFC 155 el 29 de diciembre en Las Vegas. Según el portal Sherdog, el combate representaba un reto para Holloway por el estilo agresivo del veterano García. Holloway conectó 85 de 196 golpes significativos (43%), mientras que García sumó 74 de 189 (39 %). Holloway ganó por decisión dividida, en un fallo que generó cierta controversia. Algunos medios como ESPN sugirieron que la presión ejercida por García pudo influir en algunos jueces. El combate fue nuevamente premiado con el bono a la Pelea de la Noche.
El 3 de abril de 2013, UFC anunció que Holloway enfrentaría a Dennis Bermudez en UFC 160 el 25 de mayo en Las Vegas.  En la previa del combate, ESPN señaló que el duelo sería una prueba significativa para Holloway, ya que Bermudez llegaba con una sólida racha de victorias y versatilidad en su estilo. En las estadísticas del combate, Holloway conectó 76 de 189 golpes significativos (40 %) frente a los 92 de 211 de Bermudez (44 %). Holloway perdió por decisión dividida en una pelea muy reñida, donde se evidenció la necesidad de mejorar en aspectos relacionados con la defensa de derribos y el trabajo en el suelo.
El 26 de junio de 2013, UFC confirmó que Holloway pelearía contra Conor McGregor en UFC Fight Night: Shogun vs. Sonnen el 17 de agosto en Boston. Las previas de MMA Junkie destacaron el choque entre dos talentos emergentes, con McGregor favorecido por su carisma y striking. Holloway conectó 54 de 134 golpes significativos (40 %), pero fue superado por el irlandés, quien pese a sufrir una lesión del ligamento cruzado anterior durante el combate, dominó el ritmo de la pelea con su control en el suelo y precisión en el golpeo. McGregor se llevó la victoria por decisión unánime. Tras la pelea, Holloway reconoció el talento de su oponente y afirmó que seguiría trabajando para mejorar. El combate fue premiado nuevamente con el bono a la Pelea de la Noche y recibió elogios por su intensidad y calidad técnica

#### Ascenso en la división de Peso Pluma (2014-2016)
El 10 de diciembre de 2013, UFC anunció que Holloway enfrentaría al debutante Will Chope en UFC Fight Night: Saffiedine vs. Lim el 4 de enero de 2014, en Singapur. En la previa del evento, diversos análisis subrayaron la clara superioridad de Holloway en experiencia dentro del octágono y en striking, anticipando un combate favorable para el hawaiano  El desarrollo de la pelea confirmó estas expectativas: Holloway impuso el ritmo desde el inicio y en el segundo asalto conectó una ráfaga de golpes que obligó al árbitro a detener la contienda a los 2:27, decretando un TKO. Esta victoria no solo interrumpió su racha de derrotas, sino que también le otorgó su primer bono por KO de la Noche, afianzando su reputación como un finalizador peligroso. Tras el combate, Holloway declaró: "Estoy aquí para dejar mi huella en UFC".
El 5 de marzo de 2014, UFC confirmó que Holloway pelearía contra Andre Fili en UFC 172 el 26 de abril en Baltimore. El combate fue presentado por medios especializados, como MMA Fighting, como un duelo entre dos prometedores peleadores, con una ligera ventaja para Holloway debido a su elevado volumen de golpes. A pesar de ser conocido por su striking, Holloway sorprendió al asegurar una victoria por sumisión mediante una guillotina en el tercer asalto, a los 3:39, demostrando una faceta menos habitual.
El 1 de agosto de 2014, UFC anunció que Holloway reemplazaría a Ernest Chavez para enfrentar a Mirsad Bektic en UFC Fight Night: Henderson vs. dos Anjos el 23 de agosto en Tulsa. Sin embargo, Bektic se retiró una semana antes, y Clay Collard, debutante en la organización, lo sustituyó. Las previas de ESPN señalaron la imprevisibilidad de Collard, pero favorecieron a Holloway debido a su mayor experiencia Holloway ganó por TKO en el tercer asalto a los 1:40, conectando una serie de golpes precisos.
El 15 de septiembre de 2014, UFC confirmó que Holloway reemplazaría a Chan Sung Jung para enfrentar a Akira Corassani en UFC Fight Night: Nelson vs. Story el 4 de octubre en Estocolmo.  Holloway noqueó a Corassani en el primer asalto, deteniendo el combate a los 3:11 con una potente derecha.La actuación le valió su primer bono de Actuación de la Noche. Tras la pelea, declaró: "Estoy creciendo con cada combate".
El 20 de diciembre de 2014, UFC anunció que Holloway enfrentaría a Cole Miller en UFC Fight Night: Henderson vs. Thatch el 15 de febrero de 2015 en Broomfield, Colorado. Las previas de ESPN destacaron el desafío de Miller, un veterano con habilidades en jiu-jitsu. Holloway ganó por decisión unánime (30-27, 29-28, 29-28), mostrando un striking superior durante tres asaltos. La victoria no recibió bonos, pero consolidó su racha de cuatro victorias.
El 25 de febrero de 2015, UFC confirmó que Holloway pelearía contra Cub Swanson, un ex contendiente al título, en UFC on Fox: Machida vs. Rockhold el 18 de abril en Newark. Las previas de MMA Fighting consideraron la pelea un paso crucial para Holloway hacia el top 10. Holloway logró una sumisión (guillotine choke) en el tercer asalto a los 3:58, y obtuvo un bono de Actuación de la Noche La victoria representó un hito importante en su carrera, consolidándolo como un serio contendiente al título.
El 1 de julio de 2015, UFC anunció que Holloway enfrentaría a Charles Oliveira en UFC Fight Night: Holloway vs. Oliveira el 23 de agosto en Saskatoon, Canadá, marcando la primera vez que Holloway encabezaría un evento estelar. Las previas de MMA Junkie destacaron el contraste entre el preciso striking de Holloway y el peligroso jiu-jitsu de Oliveira, lo que prometía una pelea emocionante entre dos de los talentos más brillantes de la división. Durante el combate, Holloway dominó desde el primer asalto, forzando a Oliveira a retirarse a los 1:39 por una lesión que, aunque inicialmente se describió como un microdesgarro esofágico, fue aclarada posteriormente por UFC como una lesión menos grave. Esta victoria, que llegó por TKO en el primer round, no solo consolidó a Holloway como uno de los luchadores más prometedores de la división, sino que también lo convirtió en el peleador más joven en alcanzar 10 victorias en UFC a los 23 años.
El 20 de octubre de 2015, UFC anunció que Max Holloway se enfrentaría a Jeremy Stephens en UFC 194 el 12 de diciembre en Las Vegas, como parte de la histórica cartelera que también incluyó el combate entre José Aldo y Conor McGregor. Las previas de ESPN destacaron la ventaja de Holloway debido a su volumen de golpes, frente a la potencia de su oponente, Stephens. Durante el combate, Holloway dominó el intercambio, imponiendo su striking técnico a lo largo de los tres asaltos. Finalmente, se llevó la victoria por decisión unánime (30-27, 30-27, 29-28).
El 15 de abril de 2016, UFC anunció que Holloway enfrentaría a Ricardo Lamas, un ex retador al título, en UFC 199 el 4 de junio en Inglewood, California. Las previas de MMA Fighting destacaron la pelea como un desafío clave para las aspiraciones de Holloway de pelear por el título. Durante el combate, Holloway dominó a Lamas, imponiendo su ritmo a lo largo de los tres asaltos y cerrando con un intercambio final de golpes que emocionó a los aficionados. La victoria fue clara, con una decisión unánime (30-27, 30-27, 30-27) a su favor.   La pelea recibió un bono de *Fight of the Night* por su intensidad. Tras el combate, Holloway afirmó: "Estoy listo para el título", reafirmando sus aspiraciones a la corona de la división.
El 25 de octubre de 2016, UFC anunció que Holloway enfrentaría a Anthony Pettis por el Campeonato Interino de Peso Pluma en UFC 206 el 10 de diciembre en Toronto.Originalmente, la pelea estaba programada contra Daniel Cormier, pero debido a la cancelación de este combate, el título interino fue puesto en juego Las previas de MMA Junkie favorecieron a Holloway por su consistencia frente a la versatilidad de Pettis. Sin embargo, Pettis no logró dar el peso, pesando 148 libras, lo que lo dejaba fuera de la contienda por el título. En el combate, Holloway dominó a Pettis y consiguió una victoria por TKO en el tercer asalto, a los 4:50. Con esta victoria, Holloway se coronó campeón interino de peso pluma, además de recibir el bono de Actuación de la Noche.  Tras el combate, Holloway declaró: "Este es solo el comienzo", dejando claro su objetivo de conquistar la división.

#### Reinado como Campeón Mundial de Peso Pluma de UFC (2017-2019)
Con diez victorias consecutivas en UFC, Holloway enfrentó a José Aldo el 3 de junio de 2017 en UFC 212 para la unificación de los títulos de peso pluma. Derrotó a Aldo por TKO en el tercer asalto y se convirtió en campeón indiscutido del peso pluma de la UFC.
Se esperaba que Holloway reemplazara a Tony Ferguson, por lesión, y enfrentara a Khabib Nurmagomedov por el Campeonato de Peso Ligero de UFC en el UFC 223 el 7 de abril de 2018. Si salía victorioso, Holloway sería el segundo peleador (tras Conor McGregor) en la historia de UFC en tener dos títulos en diferentes divisiones simultáneamente. El 6 de abril, a la hora del pesaje, Holloway fue retirado de la cartelera por los doctores debido a la gravedad de su corte de peso. La pelea siguió adelante, con Al Iaquinta reemplazando a Holloway.
Holloway tenía programado defender su Campeonato de peso pluma de la UFC el 7 de julio de 2018 en el UFC 226 contra Brian Ortega. Sin embargo, el 4 de julio, Holloway fue retirado de la pelea debido a "síntomas de conmoción cerebral".
Para su segunda defensa del título, Holloway enfrentó a Brian Ortega en el evento principal de UFC 231 en Toronto, Canadá, el 8 de diciembre de 2018. Holloway ganó la pelea a través de TKO al final del cuarto asalto por parada médica. Tras la victoria, recibió los premios Pelea de la Noche y Actuación de la Noche. Holloway rompió el récord de más golpes significativos en una pelea con 290, rompió también otro récord al conectar 134 golpes significativos en un asalto, y estableció el récord de mayor cantidad de victorias en la historia de la división de peso pluma de UFC con quince.
Max enfrentó a Dustin Poirier en una revancha por el Campeonato Interino de Peso Ligero de UFC el 13 de abril de 2019, en el UFC 236. Holloway perdió la pelea por decisión unánime, interrumpiendo su racha de 13 victorias consecutivas. Sin embargo, declaró que seguía planeando ser campeón en la división de 155 libras.
En el UFC 240, "Blessed" defendió su título contra Frankie Edgar, ganando la pelea por decisión unánime y reteniendo así el título.

#### Rivalidad con Volkanovski y resurgimiento (2020-2023)
En su cuarta defensa del título de peso pluma, Holloway se enfrentó a Alexander Volkanovski el 14 de diciembre de 2019, en UFC 245. Perdió el combate por decisión unánime (48–47, 48–47, 50–45), poniendo fin a su reinado como campeón. Volkanovski adoptó una estrategia basada en el uso constante de patadas bajas (low kicks), conectando repetidamente en la pierna delantera de Holloway, lo que limitó su movilidad y afectó su volumen habitual de golpeo. En total, Volkanovski conectó 157 de 303 golpes significativos (51.8 %), mientras que Holloway acertó 134 de 303 (44.4 %).
La revancha entre Max Holloway y Alexander Volkanovski por el Campeonato Mundial de Peso Pluma de UFC tuvo lugar el 12 de julio de 2020 en UFC 251. Volkanovski defendió con éxito su título de peso pluma al vencer a Holloway por decisión dividida, con tarjetas de 47–48, 48–47 y 48–47 a su favor. A pesar de que Holloway comenzó el combate con una estrategia efectiva, Volkanovski logró imponerse en los últimos asaltos mediante un control más preciso y un ritmo constante. La decisión de los jueces fue recibida con opiniones divididas. Varios medios especializados consideraron que Holloway había realizado suficientes méritos para ganar el combate. En una encuesta realizada por MMA Decisions, 18 de 27 medios otorgaron la victoria a Holloway. El presidente de la UFC, Dana White, expresó su desacuerdo con la decisión, calificando el arbitraje de "deficiente" y sugiriendo que la pelea no debía haberse dejado en manos de los jueces.
Holloway enfrentó a Calvin Kattar el 16 de enero de 2021, encabezando UFC on ABC 1. Holloway dominó la pelea durante los cinco asaltos y ganó por decisión unánime, con dos jueces puntuand la pelea con 50–43 y un juez puntuando 50–42. Durante los últimos dos minutos del quinto asalto, Holloway conectó una combinación de dos golpes y procedió a mirar al equipo de comentarios cerca de la jaula y les habló, mientras esquivaba los golpes de Kattar  sin esfuerzo, gritando "¡soy el mejor boxeador en UFC!". Holloway estableció los récords en una pelea de UFC por mayor cantidad de golpes totales conectados y lanzados, mayor cantidad de golpes significativos conectados y lanzadors, diferencia de golpeo, golpes de distancia conectados, golpes de distancia conectados a la cabeza y golpes al cuerpo significativos conectados. Su cuarto asalto también estableció el récord de la mayor de golpes y golpes significativos conectados. Esta pelea lo hizo merecedor de su cuarto premio de Pelea de la Noche.
Holloway estaba programado para enfrentar a Yair Rodríguez el 17 de julio de 2021, en UFC on ESPN 26. El 17 de junio de 2021, se reveló que Holloway fue forzado a retirarse de la pelea por una lesión.
Holloway enfrentó a Yair Rodríguez el 13 de noviembre de 2021, en UFC Fight Night 197. Ganó la pelea por decisión unánime. Esta pelea lo hizo merecedor de su quinto premio de Pelea de la Noche.
Holloway estaba programado para enfrentar a Alexander Volkanovski por el Campeonato Mundial de Peso Pluma de UFC el 5 de marzo de 2022, en UFC 272. Sin embargo, un día después del anuncio de la pelea, Holloway fue forzado a retirarse de la pelea por una lesión. La trilogía fue reprogramada para el 2 de julio de 2022, en UFC 276. Holloway perdió la pelea por decisión unánime.
Holloway enfrentó a Arnold Allen el 15 de abril de 2023, en UFC on ESPN 44. Ganó la pelea por decisión unánime.
Holloway enfrentó a Chan-sung Jung el 26 de agosto de 2023, en UFC Fight Night 225. Ganó la pelea por KO en el tercer asalto. Esta pelea lo hizo merecedor de su sexto premio de Pelea de la Noche.

#### Campeonato BMF y últimos desafíos (2024-presente)

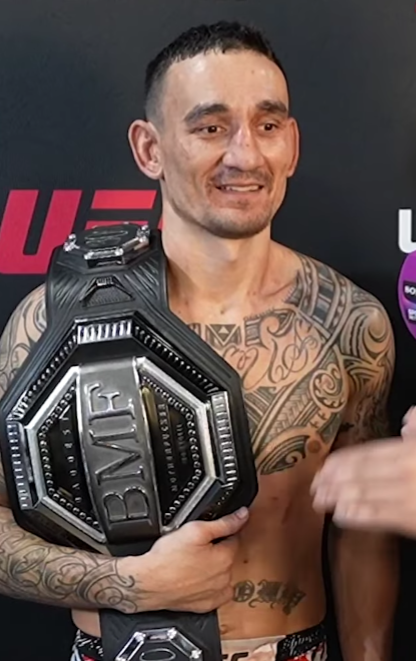
Holloway con el cinturón «BMF»

Holloway enfrentó a Justin Gaethje en una pelea de peso ligero por el simbólico cinturón «BMF» el 13 de abril de 2024, en UFC 300. Holloway ganó el campeonato BMF por nocaut en el último segundo del quinto asalto, empatando el récord de la finalización más tardía en la historia de UFC. Debido a que Dana White aumentó el pago de los bonos post-pelea de $ 50.000 a $ 300.000 para el evento, esta pelea lo hizo merecedor de premio de Pelea de la Noche de $ 300.000 y de su séptimo premio de Pelea de la Noche de $ 300.000 por un total de $ 600.000 para este evento.
Holloway se enfrentó a Ilia Topuria en el Campeonato Mundial de Peso Pluma de UFC el 26 de octubre de 2024, en UFC 308. Perdió la pelea por nocaut en el tercer asalto.

## Vida personal
Holloway se casó con su novia de mucho tiempo Kaimana Pa'aluhi en 2012, con la que tiene un hijo, Rush Holloway. La pareja se separó en 2014 antes de divorciarse en 2017. Holloway comenzó a salir con la surfista profesional hawaiana Alessa Quizon a principios de 2020 y se casaron el 16 de abril de 2022.

## Campeonatos y logros
- Ultimate Fighting Championship
  - Campeonato Mundial de Peso Pluma de UFC (Una vez)
    - Tres defensas titulares exitosas

  - Campeonato Interino de Peso Pluma de UFC (Una vez)
    - Mayor diferencia de golpes significativos en la historia del Campeonato de UFC (+180 vs. Brian Ortega)[128]
    - Tercero con mayor cantidad de victorias en peleas titulares en la historia de la división de peso pluma de UFC (5)[129]
    - Primer estadounidense en ganar el Campeonato de Peso Pluma de UFC

  - Campeonato BMF (Una vez; actual)
  - KO de la Noche (Una vez) vs. Will Chope[130]
  - Pelea de la Noche (Siete veces) vs. José Aldo, Brian Ortega, Dustin Poirier, Calvin Kattar, Yair Rodríguez,  Chan-sung Jung y Justin Gaethje[131][132][133][134][135][117][121]
  - Actuación de la Noche (Cinco veces)  vs. Akira Corassani, Cub Swanson, Anthony Pettis, Brian Ortega y Justin Gaethje[136][137][138][132]
    - Mayor cantidad de bonos post-pelea en la historia de la división de peso pluma de UFC (10)[139][121]

  - Empatado por la tercera racha de victorias más larga en la historia de UFC (13) (c. Jon Jones, Demetrious Johnson, Georges St-Pierre y Khabib Nurmagomedov)[129]
  - Racha de victorias más larga en la historia de la división de peso pluma de UFC (13)
  - Empatado (con Darren Elkins) por la mayor cantidad de peleas en la historia de la división de peso pluma de UFC (25)[140]
  - Mayor cantidad de victorias en la historia de la división de peso pluma de UFC (20)[141]
  - Mayor cantidad de nocauts en la historia de la división de peso pluma de UFC (9)[139]
  - Mayor cantidad de finalizaciones en la historia de la división de peso pluma de UFC (11)[142]
  - Mayor cantidad de peleas en la historia de la división de peso pluma UFC (26)[139]
  - Mayor cantidad de golpes significativos conectados en la historia de UFC (3197)[129]
    - Mayor cantidad de golpes significativos conectados en la historia de la división de peso pluma de UFC (2892)[139]

  - Mayor cantidad de golpes totales conectados en la historia de UFC (3366)[143]
    - Mayor cantidad de golpes totales conectados en la historia de la división de peso pluma de UFC (3021)[139]

  - Mayor cantidad de tiempo de pelea en la historia de la división de peso pluma de UFC (6:47:23)[144]
    - Tercero con mayor cantidad de tiempo de pelea en la historia de UFC (7:15:47)[144]

  - Tercero con la mayor cantidad de knockdowns conectados en la historia de la división de peso pluma de UFC (10)
  - Diferencia de golpeo más alta en una pelea en la historia de UFC (+312 vs. Calvin Kattar)
    - Segunda diferencia de golpeo más alta en una pelea en la historia de UFC (+180 vs. Brian Ortega)

  - Mayor cantidad de golpes significativos conectados en una pelea en la historia de UFC (+445 vs. Calvin Kattar)[145]
  - Mayor cantidad de golpes significativos acumulados conectados en la historia de UFC (3122)
  - Mayor cantidad de golpes lanzados en una pelea en la historia de UFC (+744 vs. Calvin Kattar)
  - Mayor cantidad de golpes de distancia lanzados en una pelea en la historia de UFC (+439 vs. Calvin Kattar)
  - Mayor cantidad de golpes significativos a la cabeza conectados en una pelea en la historia de UFC (+274 vs. Calvin Kattar)
  - Mayor cantidad de golpes significativos al cuerpo conectados en una pelea en la historia de UFC (+117 vs. Calvin Kattar)
  - Mayor cantidad de golpes significativos conectados en un asalto en la historia de UFC (+141 vs. Calvin Kattar)
  - Mayor cantidad de golpes lanzados en una pelea en la historia de UFC (+746 vs. Calvin Kattar)
  - Premio de la Comunidad Forrest Griffin de 2021 de UFC[146]

- X-1 World Events
  - Campeonato de Peso Ligero de X-1 (Una vez)
- World MMA Awards
  - Pelea del Año 2017[147]
- MMAMania.com
  - Peleador del Año 2017 de UFC/MMA - #1 en el Top 5[148]
- RealSport
  - Peleador del Año 2017[149]
- Pundit Arena
  - Peleador del Año 2017[150]
- MMAFighting.com
  - Peleador del Año 2017[151]
- BishopSportsNetwork.com
  - Peleador del Año 2017[152]
- MMADNA.nl
  - Peleador del Año 2018[153]
- Sherdog
  - Paliza del Año 2021 vs. Calvin Kattar[154]

- MMAjunkie.com
  - Pelea del Mes de abril de 2023 vs. Arnold Allen[155]

## Récord en artes marciales mixtas
| Récord profesional | Récord profesional | Récord profesional |
| 34 peleas          | 26 victorias       | 8 derrotas         |
| ------------------ | ------------------ | ------------------ |
| Nocaut             | 12                 | 1                  |
| Sumisión           | 2                  | 1                  |
| Decisión           | 12                 | 6                  |

| Resultado: | Récord | Oponente              | Método                             | Evento                                          | Fecha                    | Ronda | Tiempo | Localización            | Notas |
| ---------- | ------ | --------------------- | ---------------------------------- | ----------------------------------------------- | ------------------------ | ----- | ------ | ----------------------- | --- |
| Victoria   | 27–8   | Dustin Poirier        | Decisión (unánime)                 | UFC 318                                         | 19 de julio de 2025      | 5     | 5:00   | Nueva Orleans, Luisiana | Defendió el Campeonato BMF de UFC. |
| Derrota    | 26–8   | Ilia Topuria          | KO (puñetazo)                      | UFC 308                                         | 26 de octubre de 2024    | 3     | 1:34   | Abu Dabi                | Por el Campeonato de Peso Pluma de UFC                                                                                                   |
| Victoria   | 26–7   | Justin Gaethje        | KO (puñetazo)                      | UFC 300                                         | 13 de abril de 2024      | 5     | 4:59   | Las Vegas, Nevada       | Ganó el título BMF de UFC. Empatado por la finalización más tardía en la historia de UFC. Actuación de la Noche. Pelea de la noche.      |
| Victoria   | 25–7   | Chan-sung Jung        | KO (puñetazo)                      | UFC Fight Night: Holloway vs. The Korean Zombie | 26 de agosto de 2023     | 3     | 0:23   | Kallang                 | Pelea de la Noche. |
| Victoria   | 24–7   | Arnold Allen          | Decisión (unánime)                 | UFC on ESPN: Holloway vs. Allen                 | 15 de abril de 2023      | 5     | 5:00   | Kansas City, Misuri     | |
| Derrota    | 23–7   | Alexander Volkanovski | Decisión (unánime)                 | UFC 276                                         | 2 de julio de 2022       | 5     | 5:00   | Las Vegas, Nevada       | Por el Campeonato de Peso Pluma de UFC.                                                                                                  |
| Victoria   | 23–6   | Yair Rodríguez        | Decisión (unánime)                 | UFC Fight Night: Holloway vs. Rodríguez         | 13 de noviembre de 2021  | 5     | 5:00   | Enterprise, Nevada      | Pelea de la Noche. |
| Victoria   | 22–6   | Calvin Kattar         | Decisión (unánime)                 | UFC Fight Night: Holloway vs. Kattar            | 16 de enero de 2021      | 5     | 5:00   | Abu Dabi                | Pelea de la Noche. |
| Derrota    | 21–6   | Alexander Volkanovski | Decisión (dividida)                | UFC 251                                         | 11 de julio de 2020      | 5     | 5:00   | Abu Dabi                | Por el Campeonato de Peso Pluma de UFC.                                                                                                  |
| Derrota    | 21–5   | Alexander Volkanovski | Decisión (unánime)                 | UFC 245                                         | 14 de diciembre de 2019  | 5     | 5:00   | Paradise, Nevada        | Perdió el Campeonato de Peso Pluma de UFC.                                                                                               |
| Victoria   | 21–4   | Frankie Edgar         | Decisión (unánime)                 | UFC 240                                         | 27 de julio de 2019      | 5     | 5:00   | Edmonton, Alberta       | Defendió el Campeonato de Peso Pluma de UFC.                                                                                             |
| Derrota    | 20–4   | Dustin Poirier        | Decisión (unánime)                 | UFC 236                                         | 13 de abril de 2019      | 5     | 5:00   | Atlanta, Georgia        | Por el Campeonato Interino de Peso Ligero de UFC. Pelea de la Noche.                                                                     |
| Victoria   | 20–3   | Brian Ortega          | TKO (parada médica)                | UFC 231                                         | 8 de diciembre de 2018   | 4     | 5:00   | Toronto, Ontario        | Defendió el Campeonato de Peso Pluma de UFC. Pelea de la Noche. Actuación de la Noche.                                                   |
| Victoria   | 19–3   | José Aldo             | TKO (golpes)                       | UFC 218                                         | 2 de diciembre de 2017   | 3     | 4:51   | Detroit, Míchigan       | Defendió el Campeonato de Peso Pluma de UFC.                                                                                             |
| Victoria   | 18–3   | José Aldo             | TKO (golpes)                       | UFC 212                                         | 3 de junio de 2017       | 3     | 4:13   | Río de Janeiro          | Ganó y unificó el Campeonato de Peso Pluma de UFC. Pelea de la Noche.                                                                    |
| Victoria   | 17–3   | Anthony Pettis        | TKO (golpes)                       | UFC 206                                         | 10 de diciembre de 2016  | 3     | 4:50   | Toronto, Ontario        | Ganó el Campeonato Interino de Peso Pluma; Pettis no dio el peso (148 lbs) y era ineligible para ganar el título. Actuación de la noche. |
| Victoria   | 16–3   | Ricardo Lamas         | Decisión (unánime)                 | UFC 199                                         | 4 de junio de 2016       | 3     | 5:00   | Inglewood, California   | |
| Victoria   | 15–3   | Jeremy Stephens       | Decisión (unánime)                 | UFC 194                                         | 12 de diciembre de 2015  | 3     | 5:00   | Las Vegas, Nevada       | |
| Victoria   | 14–3   | Charles Oliveira      | TKO (lesión de esófago)            | UFC Fight Night: Holloway vs. Oliveira          | 23 de agosto de 2015     | 1     | 1:39   | Saskatoon, Saskatchewan | |
| Victoria   | 13–3   | Cub Swanson           | Sumisión (guillotine choke)        | UFC on Fox: Machida vs. Rockhold                | 18 de abril de 2015      | 3     | 3:58   | Newark, New Jersey      | Actuación de la Noche. |
| Victoria   | 12–3   | Cole Miller           | Decisión (unánime)                 | UFC Fight Night: Henderson vs. Thatch           | 14 de febrero de 2015    | 3     | 5:00   | Broomfield, Colorado    | |
| Victoria   | 11–3   | Akira Corassani       | KO (golpes)                        | UFC Fight Night: Nelson vs. Story               | 4 de octubre de 2014     | 1     | 3:11   | Estocolmo               | |
| Victoria   | 10–3   | Clay Collard          | KO (patada a la cabeza y golpes)   | UFC Fight Night: Henderson vs. dos Anjos        | 23 de agosto de 2014     | 3     | 3:47   | Tulsa, Oklahoma         | |
| Victoria   | 9–3    | Andre Fili            | Sumisión (guillotine choke)        | UFC 172                                         | 26 de abril de 2014      | 3     | 3:39   | Baltimore, Maryland     | |
| Victoria   | 8–3    | Will Chope            | TKO (golpes)                       | UFC Fight Night: Saffiedine vs. Lim             | 4 de enero de 2014       | 2     | 2:27   | Marina Bay              | KO de la Noche. |
| Derrota    | 7–3    | Conor McGregor        | Decisión (unánime)                 | UFC Fight Night: Shogun vs. Sonnen              | 17 de agosto de 2013     | 3     | 5:00   | Boston, Massachusetts   | |
| Derrota    | 7–2    | Dennis Bermúdez       | Decisión (dividida)                | UFC 160                                         | 25 de mayo de 2013       | 3     | 5:00   | Las Vegas, Nevada       | |
| Victoria   | 7–1    | Leonard García        | Decisión (dividida)                | UFC 155                                         | 29 de diciembre de 2012  | 3     | 5:00   | Las Vegas, Nevada       | |
| Victoria   | 6–1    | Justin Lawrence       | TKO (rodillazo y golpes)           | UFC 150                                         | 11 de agosto de 2012     | 2     | 4:49   | Denver, Colorado        | |
| Victoria   | 5–1    | Pat Schilling         | Decisión (unánime)                 | The Ultimate Fighter: Live Finale               | 1 de junio de 2012       | 3     | 5:00   | Las Vegas, Nevada       | |
| Derrota    | 4–1    | Dustin Poirier        | Sumisión (mounted triangle armbar) | UFC 143                                         | 4 de febrero de 2012     | 1     | 3:24   | Las Vegas, Nevada       | |
| Victoria   | 4–0    | Eddie Rincón          | Decisión (unánime)                 | UIC 4 - War on the Valley Isle                  | 1 de julio de 2011       | 3     | 5:00   | Honolulu, Hawái         | |
| Victoria   | 3–0    | Harris Sarmiento      | Decisión (dividida)                | X-1 - Champions 3                               | 12 de marzo de 2011      | 5     | 5:00   | Honolulu, Hawái         | |
| Victoria   | 2–0    | Bryson Kamaka         | KO (golpes)                        | X-1 - Island Pride                              | 6 de noviembre de 2010   | 1     | 3:09   | Honolulu, Hawái         | |
| Victoria   | 1–0    | Duke Saragosa         | Decisión (unánime)                 | X-1 - Heroes                                    | 11 de septiembre de 2010 | 3     | 5:00   | Honolulu, Hawái         | |

## Peleas en Pay-per-view
| N.º | Evento  | Pelea                  | Fecha                   | Recinto              | Ciudad                            | Compras de PPV |
| --- | ------- | ---------------------- | ----------------------- | -------------------- | --------------------------------- | -------------- |
| 1   | UFC 206 | Holloway vs. Pettis    | 16 de diciembre de 2016 | Scotiabank Arena     | Toronto, Ontario, Canadá          | 150.000        |
| 2.  | UFC 212 | Aldo vs. Holloway      | 3 de junio de 2017      | Jeunesse Arena       | Rio de Janeiro, Brasil            | 200.000        |
| 3.  | UFC 218 | Holloway vs. Aldo 2    | 2 de diciembre de 2017  | Little Caesars Arena | Detroit, Michigan, Estados Unidos | 230.000        |
| 4.  | UFC 231 | Holloway vs. Ortega    | 8 de diciembre de 2018  | Scotiabank Arena     | Toronto, Ontario, Canadá          | 300.000        |
| 5.  | UFC 236 | Holloway vs. Poirier 2 | 13 de abril de 2019     | State Farm Arena     | Atlanta, Georgia, Estados Unidos  | 100.000        |
| 6.  | UFC 240 | Holloway vs. Edgar     | 27 de julio de 2019     | Rogers Place         | Edmonton, Alberta, Canadá         | No Revelado    |